# Surab Sturua
Surab Sturua (georgisch ზურაბ სთურუა; beim Weltschachbund FIDE Zurab Sturua; * 8. Juni 1959 in Tiflis) ist ein georgischer Schachspieler. 
Er gewann die Meisterschaften der Georgischen Sozialistischen Sowjetrepublik in den Jahren 1975, 1977, 1981, 1984 und 1985 und vertrat sein Heimatland bei den Schacholympiaden 1992, 1994, 1996, 1998, 2000 und 2002, wobei er 1998 in Elista das zweitbeste Einzelergebnis am dritten Brett erzielte, sowie bei den Mannschaftseuropameisterschaften 1992, 1997 und 2001. 
1991 und 1996 gewann er jeweils das Meisteropen des Bieler Schachfestivals. 1991 erhielt er von der FIDE den Großmeistertitel. 2014 wurde er in Katerini Seniorenweltmeister in der Ü50-Gruppe. Im nächsten Jahr gewann er die europäische Seniorenmeisterschaft in der Ü50-Gruppe in Eretria.
Sturuas Elo-Zahl beträgt 2536 (Stand: Mai 2015), seine höchste Elo-Zahl von 2605 erreichte er im Januar 1999.
Inzwischen ist er auch als Schachtrainer tätig und betreut unter anderem Keti Zazalaschwili.
Sturua ist mit der Schachgroßmeisterin Nino Gurieli verheiratet.